# Fons Aler

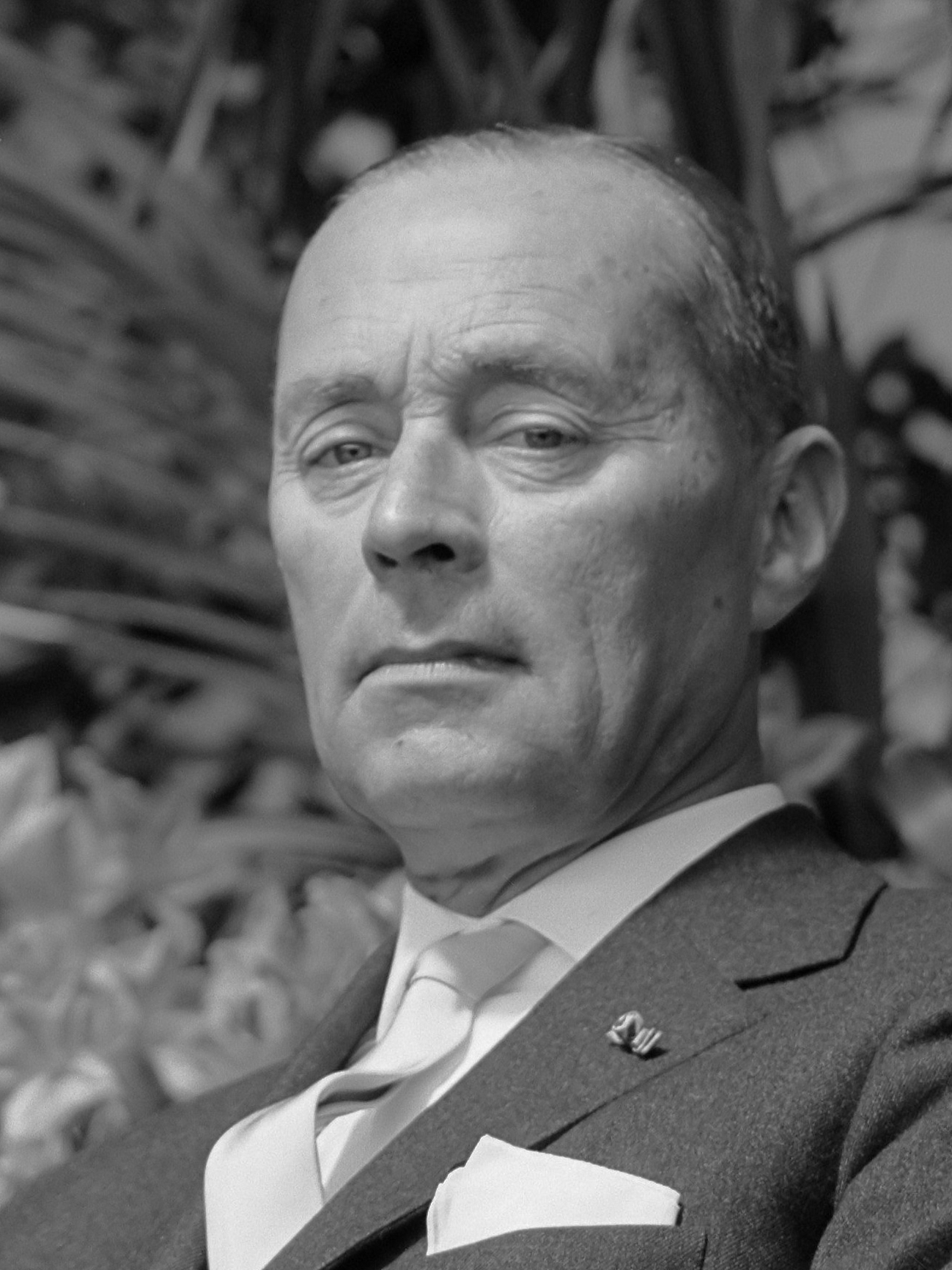
Izaäk Alphonse Aler (1961)

Izaäk Alphonse (Fons) Aler (Amsterdam, 3 mei 1896 – Rolde, 21 december 1981) was voorzitter van het Comité van de Verenigde Chefs van Staven, de hoogste militaire functie van de Nederlandse Krijgsmacht, en topman in het bedrijfsleven. 

## Loopbaan
Aler werd in 1917 op de Koninklijke Militaire Academie opgeleid tot beroepsofficier en na zijn brevettering tot vlieger bleef hij een aantal jaren in actieve dienst bij de Luchtvaartafdeeling (LVA). Lang duurde zijn loopbaan als militair vlieger niet, want al snel maakte hij de overstap naar de KLM. Eerst werkte hij op vliegveld Waalhaven. In oktober-november 1928 was hij tweede piloot onder gezagvoerder Iwan Smirnoff tijdens de eerste officiële KLM-postvlucht van Amsterdam naar Batavia (Nederlands-Indië) en terug. Later werd hij chef van de Vliegtechnische Dienst op Luchthaven Schiphol. Van 1932 tot 1939 bekleedde hij de functie van chef Vliegdienst van de KLM. Pas tijdens de mobilisatieperiode keerde hij terug naar de militaire luchtvaart en trad in dienst bij het Wapen der Militaire Luchtvaart, de opvolger van de LVA.
Na de Tweede Wereldoorlog werd Aler in 1946 benoemd tot directeur der Luchtstrijdkrachten en ruim een jaar later volgde zijn benoeming tot commandant van de Legerluchtmacht Nederland. In die periode moest het luchtwapen in Nederland vanaf de grond worden opgebouwd. Hierin speelde Aler een belangrijke rol. Hij was nauw betrokken bij de aanschaf van de eerste straaljagers en het opzetten van een opleidingsapparaat. Zo kreeg de luchtmacht onder leiding van Aler de beschikking over een volwaardige opleidingsschool.
In 1950 werd Aler benoemd tot chef van de Luchtmachtstaf. In deze functie werkte hij lange tijd aan de omvorming van de legerluchtmacht naar een zelfstandig krijgsmachtdeel. Dit werd op 11 maart 1953 een feit met de oprichting van de Koninklijke Luchtmacht.
Van 1 januari 1953 tot september 1953 was Aler voorzitter Comité Verenigde Chefs van Staven, de hoogste militaire functie van de Nederlandse Krijgsmacht in de rang van luitenant-generaal.
Hij volgde luchtvaartpionier Albert Plesman op 1 mei 1954 op als president-directeur van de KLM, een baan die hij vervulde tot 1 mei 1961.

## Trivia
De Koninklijke Luchtmacht had als eerbetoon een Fokker 50 naar Fons Aler vernoemd.